# Nowy Jasiniec
Nowy Jasiniec (niem. Neu Jaschinnitz, 1942–1945 Neu Jasnitz) – wieś w Polsce położona w województwie kujawsko-pomorskim, w powiecie bydgoskim, w gminie Koronowo.
Wieś położona na północny wschód od Koronowa, na trasie do Serocka.
Miejscowość otacza polodowcowy, pagórkowaty krajobraz. Na północ od wsi leży Jezioro Nowojasinieckie, z którego wypływa struga „Kręgiel” łącząca Jezioro Świekatowskie z Jeziorem Koronowskim. Na wschodzie wsi znajduje się Jezioro Zamkowe, przez które przepływa „Struga Graniczna” i wpływa do Jeziora Koronowskiego.

## Części miejscowości
| SIMC | Nazwa           | Rodzaj                       |
| --- | --------------- | ---------------------------- |
| 1027886 | Ameryka         | część wsi                    |
| 1027892 | Cygański Koniec | część wsi (zniesiona w 2023) |
| 0089098 | Pólko           | część wsi                    |
| 1028012 | Wiktorowo       | część wsi                    |
| Źródło: Rozporządzenie Ministra Administracji i Cyfryzacji z dnia 13 grudnia 2012 r. w sprawie wykazu urzędowych nazw miejscowości i ich części (Dz.U. z 2013 r. poz. 200) |                 |                              |

## Podział administracyjny
W latach 1950–1975 miejscowość administracyjnie należała do tzw. dużego województwa bydgoskiego, a w latach 1975–1998 do tzw. małego województwa bydgoskiego.

## Demografia
Według danych Urzędu Gminy Koronowo (XII 2022 r.) miejscowość liczyła 239 mieszkańców.

## Historia
Według zapisów w Słowniku geograficznym Królestwa Polskiego historia grodu sięga roku 1264, w tym czasie kasztelanem jest tu Nasław. Znane są nazwiska wójtów, których tu Krzyżacy osadzili po przejęciu Pomorza. W roku 1390 był to Johann Beke – Pfleger czum Jeanitz, w roku 1426 Nikolo a w 1433 Jacob. W roku 1349 Nowy Jasiniec wzmiankowano pierwszy raz w dokumentach pod nazwą Jessenicz. W średniowieczu Nowy Jasiniec pełnił funkcję granicznego grodu kasztelańskiego przy szlaku handlowym z Polski do Pomezanii. W XIV wieku przejęty przez Krzyżaków, którzy przebudowali istniejący wcześniej zamek. Wzniesiony na planie prostokąta składał się z zamku właściwego i przedzamcza z wieżą bramną. Podczas wojen z Zakonem został zniszczony. W 1433 roku podczas kolejnej wojny polsko-krzyżackiej, powracające spod Gdańska rycerstwo polsko-husyckie pod dowództwem starosty bydgoskiego Dobiesława Puchały ostrzelało go z dział i po raz kolejny splądrowało i spaliło. 13 września zawarto pod zamkiem rozejm. Stronę krzyżacką reprezentował wielki mistrz Paul von Rusdorf oraz książę Świdrygiełło, stronę polską zaś - król Władysław II Jagiełło, książę mazowiecki Siemowit V, wielki książę litewski Zygmunt Kiejstutowicz, książę słupski Bogusław IX, a także hospodar mołdawski Eliasz I oraz mistrz zakonu joannitów Baltazar von Schlieben. Zawieszenie broni miało obowiązywać tylko do 25 grudnia 1433 roku. W tym czasie musiały być podjęte starania o "pokój wieczysty". Zamek odbudowano dopiero w 1454 roku. W latach 1466–1772 był siedzibą starostów niegrodowych. Ponownie przebudowany w renesansie. W latach 1773–1846 zamek pełnił funkcję kościoła ewangelickiego; później popadł w ruinę.

### Okres 2 wojny światowej
2. września 1939 w "Młynie Nowy Jasiniec" zajął kwaterę sztab niemieckiej 32 Dywizji Piechoty. 4 września polski 35 Pułk Piechoty, przedzierający się do Bydgoszczy, drogami polnymi przez Stążki i Lubania-Lipiny, około godziny 2.00 w nocy, osiągnął rejon Serocka. Dalszy marsz na południe był niemożliwy, ponieważ drogą z Nowego Jasińca do Łowinka ciągnęła duża niemiecka jednostka zmotoryzowana, toteż pułk odskoczył do lasu Wątrobowo, gdzie zarządzono postój. Rano, 4 września o godzinie 9.00, w celu zmylenia Niemców, pułk rozpoczął marsz na północ, dochodząc do wsi Rudzianek. Doszło tu do potyczki z Niemcami, po czym kolumna zawróciła na południe, maszerując w trudnym, bagnistym terenie ("Świrskie Błoto") w kierunku Nowego Jasińca. Czołowe oddziały 35 pułku piechoty zaatakowały ok. 11:45 w okolicy Młyna Nowy Jasiniec 604 Lekki Batalion Budowy Dróg (leichtes Straßenbau-Bataillon 604) złożony z członków Reichsarbeitsdienst (Służba Pracy Rzeszy), paląc przy tym młyn i kilka zabudowań. Poległo ok. 20 Niemców. Następnie, korzystając z osłony jaką dawał parów rzeki Kręgiel, pomaszerowano na folwark Kręgiel, gdzie ok. 13:40 zaatakowano niemiecką 32 kompanię sanitarną (Sanitäts-Kompanie 32) i 32 pluton sanitarno-transportowy (Krankenkraftwagenzug 32), biorąc stu kilkudziesięciu jeńców, których w okolicach leśniczówki "Wilcze Gardło" w drodze na Stronno wypuszczono. Wysłany przez Niemców pościg dopadł 35 pp w lesie pod Stronnem ("Dębowa Góra") ok 16:00. Wywiązała się walka, podczas której polscy żołnierze zostali otoczeni, broniąc się na obszarze zaledwie 400 x 600 m. Pomimo ataków niemieckich, resztki pułku utrzymały swoje pozycje. Poległo 20 żołnierzy Wojska Polskiego. Po zapadnięciu zmroku, ok. 19:00, Niemcy wycofali się. W nocy z 4 na 5 września (między 24:00 a 1:00) 604 Lekki Batalion Budowy Dróg (leichtes Straßenbau-Bataillon 604) zastrzelił w Serocku 84 polskich jeńców.  Niemcy tłumaczyli się nadmierną nerwowością i "skołataniem/wstrząsem" związanym z wcześniejszymi przeżyciami oraz bliżej nieokreślonym "powstaniem" jeńców.
Wieś została wyzwolona 27 stycznia 1945 przez 8 Bydgoski Pułk Piechoty.

## Zabytki
Według rejestru zabytków NID na listę zabytków wpisane są ruiny zamku z otoczeniem, XIV w., poł. XVI w., 1907-08, nr rej.: A/761 z 18.10.1934.
Ruiny średniowiecznego zamku położone są we wschodniej części wsi, nad Jeziorem Zamkowym na porośniętym drzewami wzgórzu, przy którym rośnie zespół pomnikowych dębów będących tematem prac litograficznych Leona Wyczółkowskiego. Słownik geograficzny Królestwa Polskiego podaje dokładny opis i funkcje zamku: Jasieniec, zamek, niem. Schloss-Jaschienitz, jest to prastary zamek dawniejszy starościański i krzyżacki, który się dotąd [XIX w.] dość dobrze się zachował. Leży on ponad znacznym jeziorem jasienieckim, na wyniosłym wzgórzu. Przedstawia jeden gmach 72 długi, 41 szeroki. W górnej części (2-gie piętro) jest z cegły budowany, w dolnej zaś z wielkich nieogładzonych polnych kamieni stawiany. W dolnej części i fundamentach pochodzi on bez zaprzeczenia z najdawniejszych czasów książęcych. Mury dochodzą tu grubości 7 do 8 stóp. Dach jest obecnie dachówką kryty. Dookoła otaczały zamek szańce i fosy głębokie. Na ląd przechodzono przez most zwodzony. W otoczeniu znajduje się drewniana stajnia/kuźnia z końca XIX wieku, z ceglanymi wypełnieniami.

## Turystyka
Przez miejscowość przebiegają trzy piesze szlaki turystyczne oraz dwa rowerowe:
- Szlak żółty im. Leona Wyczółkowskiego: Bydgoszcz Osowa Góra – sanatorium w Smukale – Smukała – Janowo – Wtelno – Gościeradz – Samociążek – Wilcze Gardło – Nowy Jasiniec – Wymysłowo – Wielonek – Sokole Kuźnica – Pruszcz (69 km)
- Szlak zielony „Jezior Koronowskich”: Wudzyn – Nowy Jasiniec – prom Sokole-Kuźnica – Krówka – Łąsko Wielkie – Buszkowo – Byszewo – Koronowo – Samociążek – Stronno (77 km)
- Szlak „Zamkowy”: Serock – Nowy Jasiniec (6 km)
- Międzynarodowa Trasa Rowerowa R-1 – w okolicach Nowego Jasińca przebiega na trasie: Bydgoszcz Janowo – Bożenkowo – Samociążek – Koronowo – Nowy Jasiniec – Serock – Świecie
- Szlak Rowerowy BY 6001n: Bydgoszcz Leśna – Las Gdański – Piaski – Smukała – Janowo – Świekatowo – Bysławek – Tuchola – Woziwoda – Rytel – Mylof – Swornegacie – Chojnice (167 km)

## Ciekawostki
Podczas kolejnej wyprawy w poszukiwaniu modeli do swych prac trafił do Nowego Jasińca, Leon Wyczółkowski. Tutaj rozpoczyna pracę w tzw. dzisiaj "Gaju Wyczółkowskiego" w okolicy ruin zamku krzyżackiego, malując dęby. Artysta ukończył dzieło w 1935 roku.
Struga Kręgiel (niem. Schwekatowoer Fließ), długości ok. 16,53 km, wypływa z jeziora Świekatowskiego, płynie dalej na południe przez jeziora: Małe Łąckie, Duże Łąckie, Piaseczno, Pluszno, po czym skręca na zachód, przepływając przez jezioro Nowojasinieckie i uchodzi do Zalewu Koronowskiego.
Właścicielem "Młyna Nowy Jasiniec" (znanego wcześniej również pod nazwami Serwatka oraz Chochołek) i zarazem naczelnikiem okręgu urzędowego Serock (Amtsbezirk Schirotzken) w latach 1900-1935 był Theodor Schlieter. Uzyskał on nową odmianę żyta ozimego zwaną "Schlieter's Pommerellen" lub "Original Pommerellenroggen".
W 1762 roku "Młyn Kręgiel" (znanego wcześniej również pod nazwami Lipkorz, Lipchorz, Lipkusz) kupił Michael Kanthak, w 1796 roku odkupił młyn jego syn Andreas Kanthak. W latach 1829–1865 właścicielem młyna był jego syn Michael Kanthak. W 1865 młyn otrzymała w spadku jego córka Anna Michalina Kanthak, która w 1860 roku wyszła za mąż za Dominika Kajetana Zwolińskiego, urodzonego w Pniewitach, administratora dóbr ziemskich w Kijewie Szlacheckim. Od 1903 roku Bolesław Zwoliński, syn Dominika i Anny.
W czasie okupacji właścicielem obojga młynów był Otto Schlieter, sołtys z Glinek.
Od  1875 roku właścicielką majątku Nowy Jasiniec była Aniela Borne. 23 grudnia 1883 majątek kupił Niemiec Otto Pahl.

## Galeria

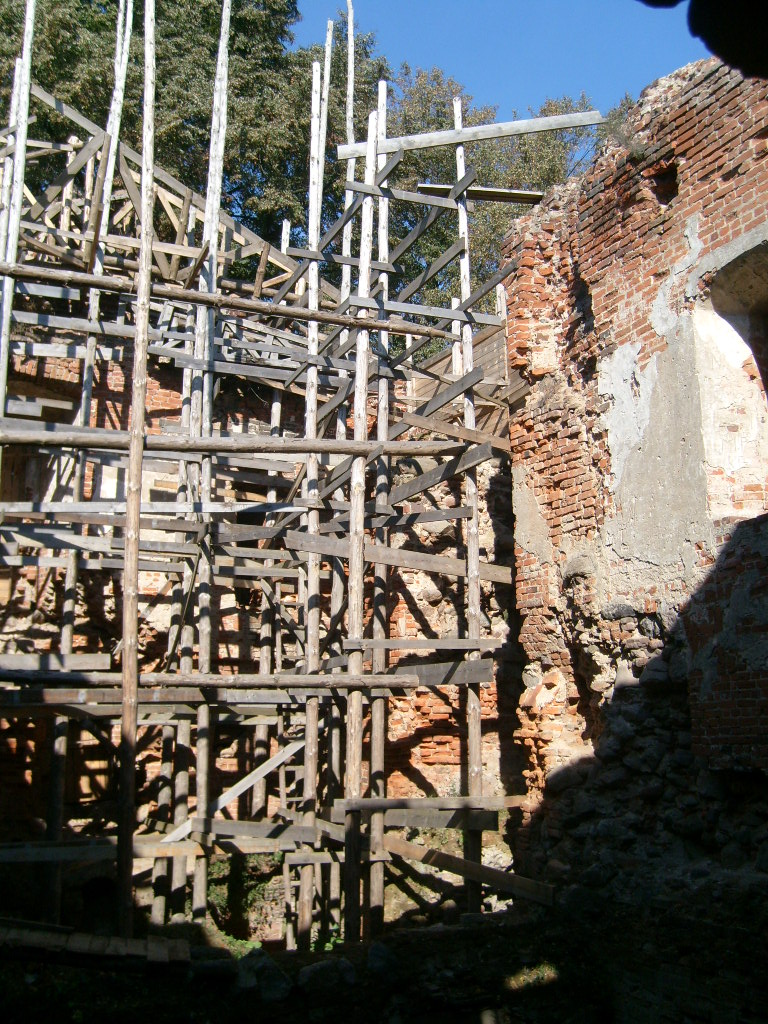
Zamek podczas remontu w roku 2007
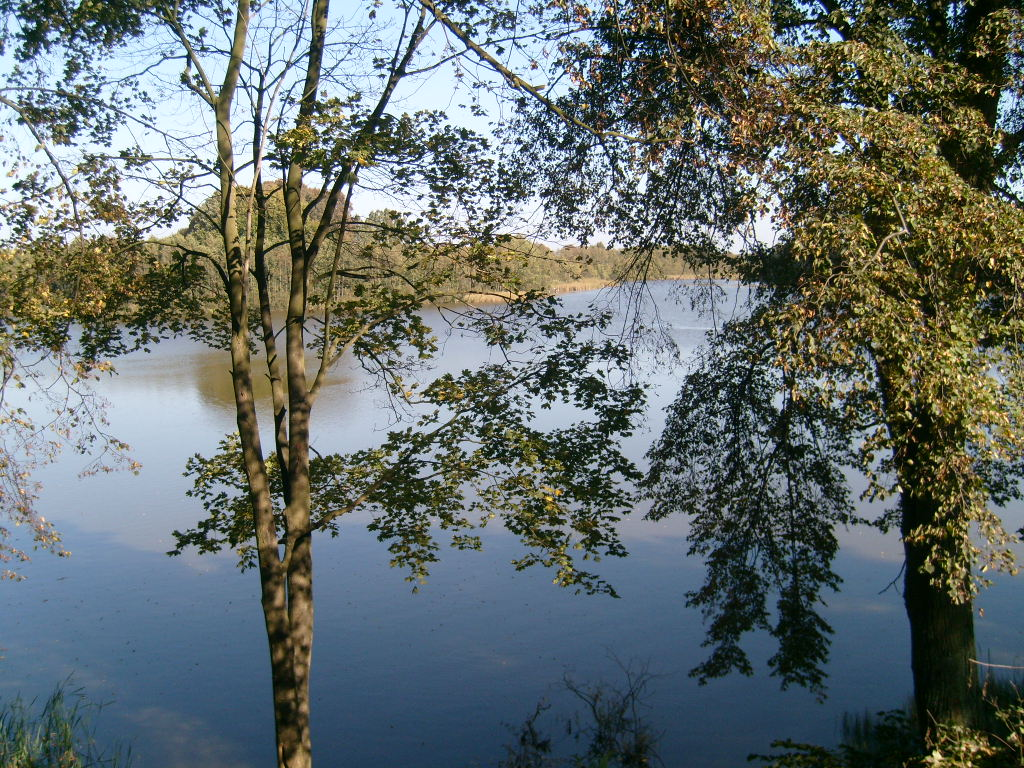
Widok ze wzgórza zamkowego na Jezioro Zamkowe
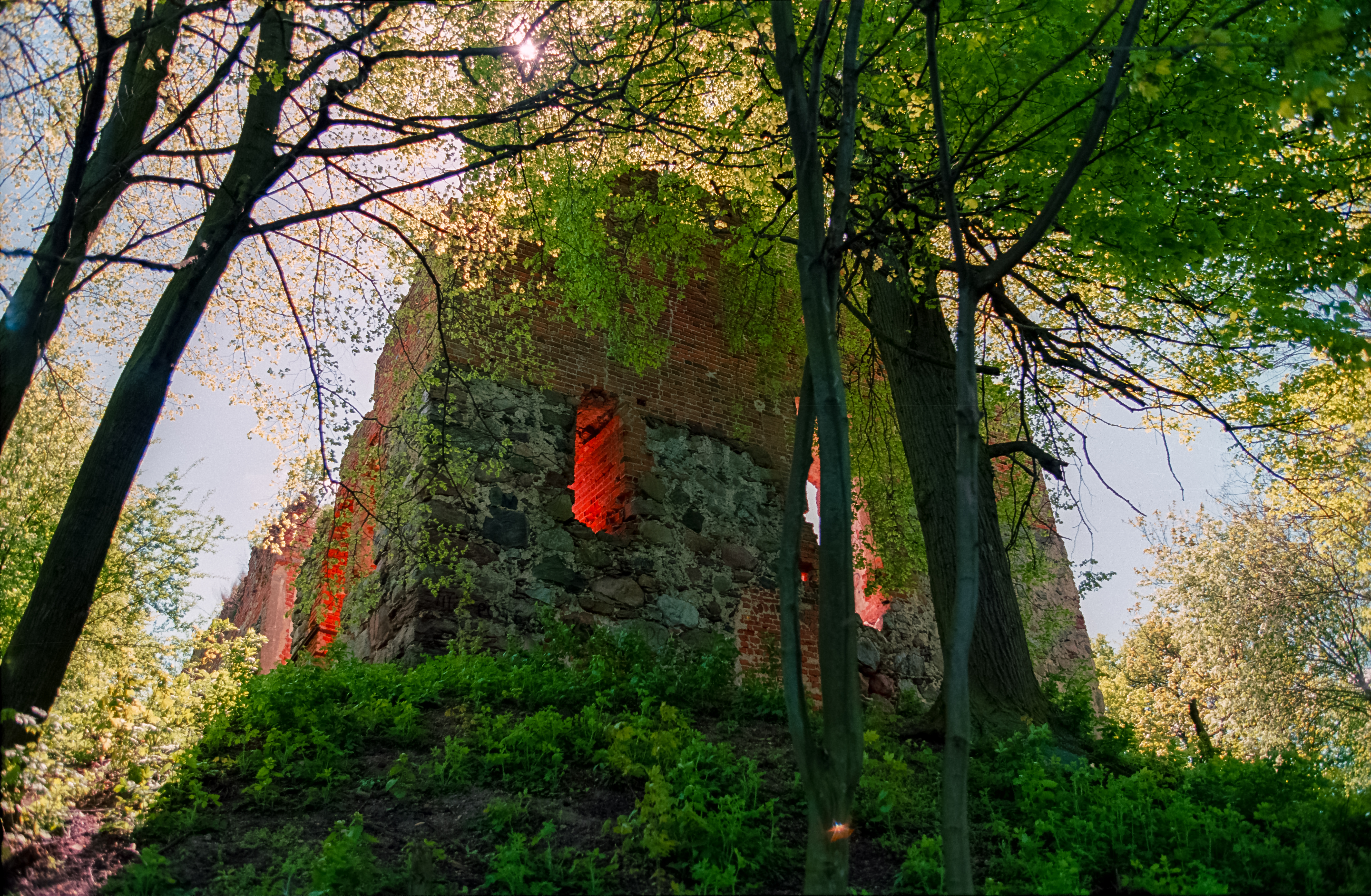
Nowy Jasiniec – ruiny zamku
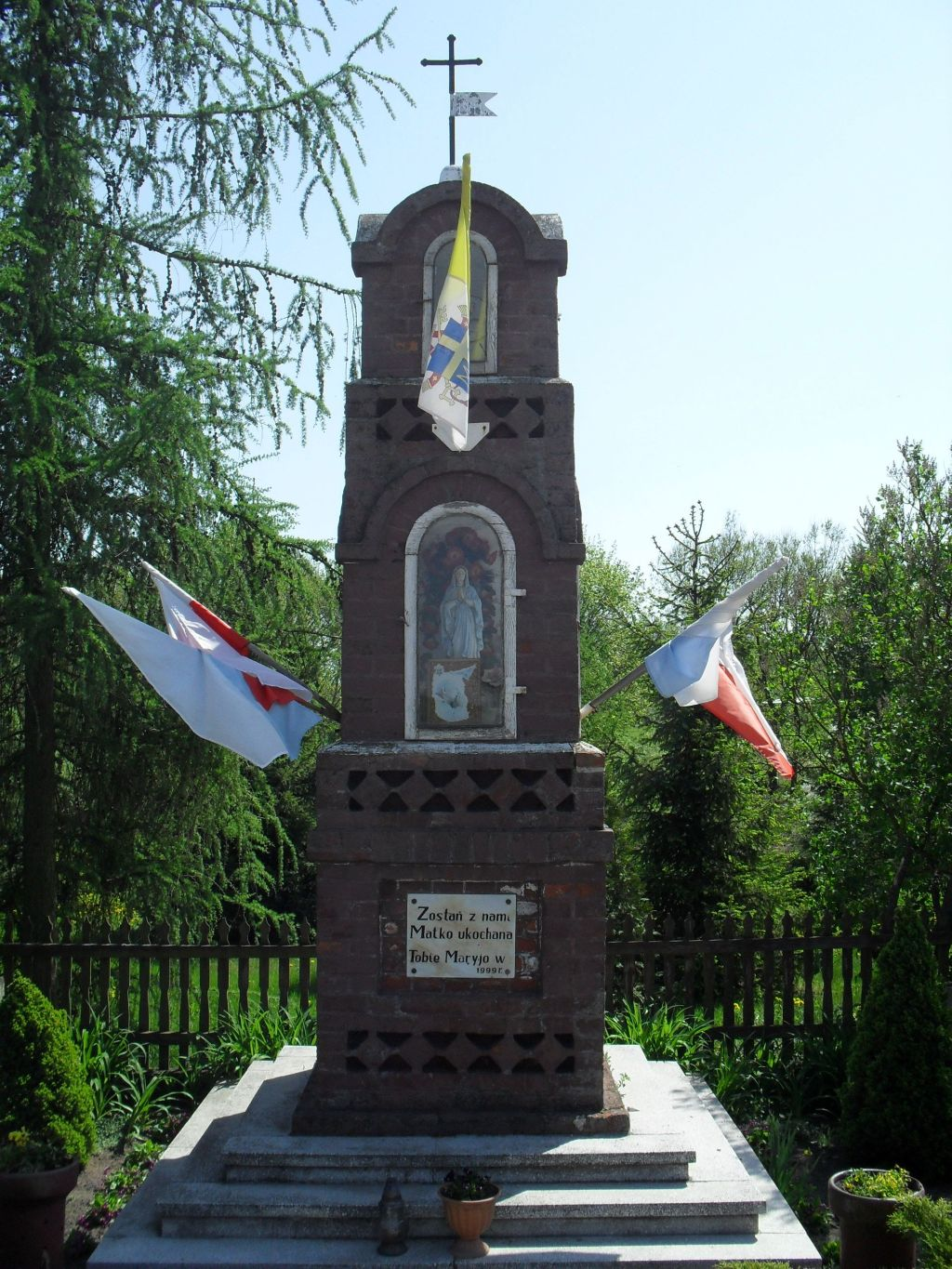
Kapliczka przydrożna
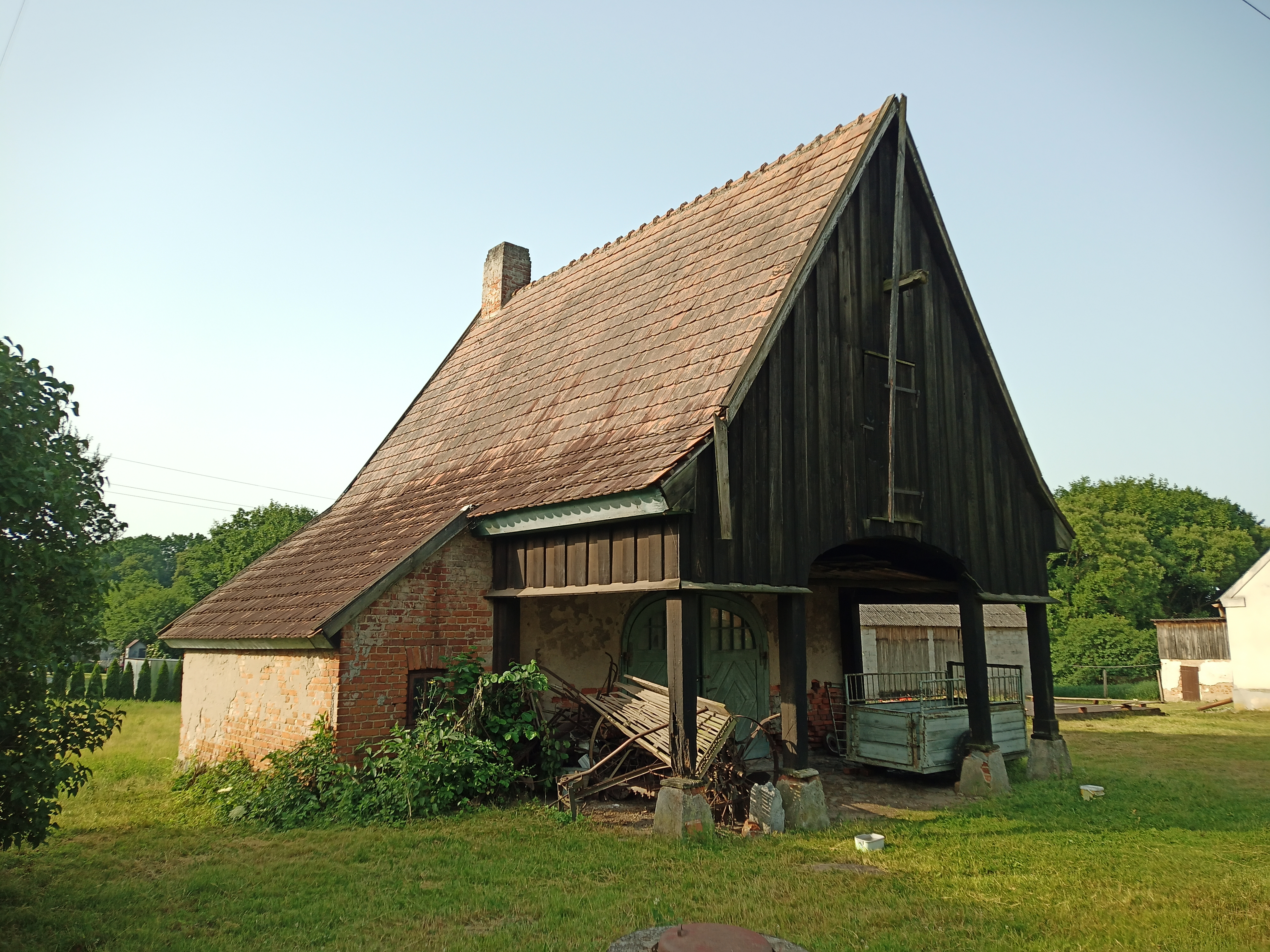
Stara kuźnia